# Гурово (Тульская область)
Гурово — село в составе Алексинского района Тульской области России. Входит в состав муниципального образования город Алексин.

## География
Деревня находится в северо-западной части области, в пределах северо-восточного склона Среднерусской возвышенности, северо-восточнее деревни Слободка и западнее посёлка Новогуровский.
```
От 
Тулы
 - 45 км, от 
Алексина
 - 18 км.
```

## Климат
Климат характеризуется как умеренно континентальный, с ярко выраженными сезонами года. Средняя температура воздуха летнего периода — 16 — 20 °C (абсолютный максимум — 38 °С); зимнего периода — −5 — −12 °C (абсолютный минимум — −46 °С). Снежный покров держится в среднем 130—145 дней в году. Среднегодовое количество осадков — 650—730 мм.

## История
По старому административному делению относилась к Спас-Конинской волости Алексинского уезда.

## Население
| 1859 | 2002 | 2010 |
| ---- | ---- | ---- |
| 174  | ↘118 | ↗139 |

## Инфраструктура
В селе открыта (с 1891) школа грамоты.

### Церковь Николая Чудотворца
Когда образовался приход и этимология названия села не известно. К приходу были приписаны кроме села деревни: Средняя Яшевка, Верхняя Яшевка и Грибово, с общим числом прихожан 500 человек мужского пола и 509 женского. Деревянный храм в честь святого и чудотворца Николая был построен (1691), неизвестно кем и на какие средства. На средства прихожан был переделан (1850). На средства церковного старосты Гордеева в храме устроен (1893) предел в честь Казанской иконы Божией Матери. Штат церкви состоял из священника и псаломщика. Для священника имелся общественный дом. Церковной земли: усадебной — 2 десятины, полевой и сенокосной — 24 десятины.

## Транспорт
Автодорога 70К-004
Остановка общественного транспорта «Гурово».